# Сборная Греции по футболу
Сбо́рная Гре́ции по футбо́лу (греч. Εθνική Ελλάδας) — представляет Грецию на международных матчах по футболу, чемпион Европы 2004 года. Управляющая организация — Греческая федерация футбола.

## История
Греция впервые приняла участие в крупном международном турнире в 1980 году, когда стала участницей финальной стадии чемпионата Европы. До этого греческий футбол лишь однажды ярко заявил о себе, когда клуб «Панатинаикос» из Афин дошёл до финала Кубка чемпионов в 1971 году. Но ни участие в чемпионате Европы 1980, ни дебют в финальной стадии чемпионата мира в 1994 не принесли особых успехов национальной команде, так как из групп команде так и не удалось выйти.
Путёвка на Евро-2008 была добыта благодаря победе в группе отборочного этапа, а на групповой стадии предстоящего турнира две из трёх соперников были в одной группе с Грецией в 2004 году — Испания и Россия. Только вместо Португалии третим соперником в группе была сборная Швеции. В последнем матче группового этапа Харистеас забил мяч престижа будущим чемпионам испанцам.
В 2010 году греки сыграли на ЧМ в Южной Африке, обыграв в стыковых матчах Украину (0:0 дома, 1:0 на выезде). В финальной части греки впервые выиграли — со счётом 2:1 у сборной Нигерии, но этого не хватило для выхода из группы. После чемпионата мира с поста главного тренера ушёл Отто Рехагель.
На чемпионате Европы 2012 греки попали в группу с Польшей, Чехией и Россией. В первом туре подопечные Фернанду Сантуша сыграли вничью с поляками, а во втором — уступили Чехии с разницей в один мяч. В третьем туре группового этапа греки обыграли сборную России и вышли в четвертьфинал на сборную Германии, которой уступили 2:4.
На чемпионате мира 2014 греки попали в группу C с Колумбией, Японией и Кот-д’Ивуаром. В первом матче команда была разгромлена колумбийцами со счётом 0:3, потом она сыграла нулевую ничью с японцами, сыграв вдесятером большую часть матча, а в решающем туре обыграла Кот-д’Ивуар. В 1/8 финала, в матче против Коста-Рики, пропустив, греки в самом конце матча смогли отыграться. В овертайме голов не было, а в серии пенальти противники Греции оказались сильнее.
На отборе к ЧЕ 2016 Греция, которую возглавлял Клаудио Раньери, была посеяна в первой корзине и попала в группу F к сборным Румынии, Северной Ирландии, Финляндии, Венгрии и Фарерских островов. За поражением дома от Румынии (0:1) и ничьей на выезде с Финляндией (1:1) последовали домашние поражения от Северной Ирландии (0:2) и Фарерских островов (0:1). Новый тренер Серхио Маркарян ситуацию не исправил — ничья с Венгрией на выезде (0:0) и второе поражение от Фарер (1:2). И. о. главного тренера Костас Цанас проиграл Финляндии (0:1 дома), сыграл вничью с Румынией дома (0:0), проиграл Северной Ирландии на выезде (1:3) и выиграл дома у Венгрии (4:3). Таким образом, греки заняли в группе последнее место с 6 очками.
Новый главный тренер Михаэль Скиббе успел проиграть в товарищеском матче Люксембургу (0:1) и сыграть вничью с Турцией (0:0).
На отборочном турнире чемпионата мира 2018 сборная Греции заняла второе место в группе, пропустив вперёд Бельгию, и вышла в стыковые матчи, где проиграла сборной Хорватии (1:4 на выезде и 0:0 дома) и не попала на мировое первенство.
По состоянию на 3 апреля 2025 года сборная в рейтинге ФИФА занимает 40-е место, а в рейтинге УЕФА — 12-е.

## Сборная Греции на крупнейших международных турнирах

### Чемпионат мира
| Год   | Стадия                      | Место                       | Матчи                       | Победы                      | Ничьи                       | Поражения                   | Забито                      | Пропущено                   | Разница мячей               |
| ----- | --------------------------- | --------------------------- | --------------------------- | --------------------------- | --------------------------- | --------------------------- | --------------------------- | --------------------------- | --------------------------- |
| 1930  | Не участвовала              | Не участвовала              | Не участвовала              | Не участвовала              | Не участвовала              | Не участвовала              | Не участвовала              | Не участвовала              | Не участвовала              |
| 1934  | Снялась в ходе квалификации | Снялась в ходе квалификации | Снялась в ходе квалификации | Снялась в ходе квалификации | Снялась в ходе квалификации | Снялась в ходе квалификации | Снялась в ходе квалификации | Снялась в ходе квалификации | Снялась в ходе квалификации |
| 1938  | Не прошла квалификацию      | Не прошла квалификацию      | Не прошла квалификацию      | Не прошла квалификацию      | Не прошла квалификацию      | Не прошла квалификацию      | Не прошла квалификацию      | Не прошла квалификацию      | Не прошла квалификацию      |
| 1950  | Не участвовала              | Не участвовала              | Не участвовала              | Не участвовала              | Не участвовала              | Не участвовала              | Не участвовала              | Не участвовала              | Не участвовала              |
| 1954  | Не прошла квалификацию      | Не прошла квалификацию      | Не прошла квалификацию      | Не прошла квалификацию      | Не прошла квалификацию      | Не прошла квалификацию      | Не прошла квалификацию      | Не прошла квалификацию      | Не прошла квалификацию      |
| 1958  | Не прошла квалификацию      | Не прошла квалификацию      | Не прошла квалификацию      | Не прошла квалификацию      | Не прошла квалификацию      | Не прошла квалификацию      | Не прошла квалификацию      | Не прошла квалификацию      | Не прошла квалификацию      |
| 1962  | Не прошла квалификацию      | Не прошла квалификацию      | Не прошла квалификацию      | Не прошла квалификацию      | Не прошла квалификацию      | Не прошла квалификацию      | Не прошла квалификацию      | Не прошла квалификацию      | Не прошла квалификацию      |
| 1966  | Не прошла квалификацию      | Не прошла квалификацию      | Не прошла квалификацию      | Не прошла квалификацию      | Не прошла квалификацию      | Не прошла квалификацию      | Не прошла квалификацию      | Не прошла квалификацию      | Не прошла квалификацию      |
| 1970  | Не прошла квалификацию      | Не прошла квалификацию      | Не прошла квалификацию      | Не прошла квалификацию      | Не прошла квалификацию      | Не прошла квалификацию      | Не прошла квалификацию      | Не прошла квалификацию      | Не прошла квалификацию      |
| 1974  | Не прошла квалификацию      | Не прошла квалификацию      | Не прошла квалификацию      | Не прошла квалификацию      | Не прошла квалификацию      | Не прошла квалификацию      | Не прошла квалификацию      | Не прошла квалификацию      | Не прошла квалификацию      |
| 1978  | Не прошла квалификацию      | Не прошла квалификацию      | Не прошла квалификацию      | Не прошла квалификацию      | Не прошла квалификацию      | Не прошла квалификацию      | Не прошла квалификацию      | Не прошла квалификацию      | Не прошла квалификацию      |
| 1982  | Не прошла квалификацию      | Не прошла квалификацию      | Не прошла квалификацию      | Не прошла квалификацию      | Не прошла квалификацию      | Не прошла квалификацию      | Не прошла квалификацию      | Не прошла квалификацию      | Не прошла квалификацию      |
| 1986  | Не прошла квалификацию      | Не прошла квалификацию      | Не прошла квалификацию      | Не прошла квалификацию      | Не прошла квалификацию      | Не прошла квалификацию      | Не прошла квалификацию      | Не прошла квалификацию      | Не прошла квалификацию      |
| 1990  | Не прошла квалификацию      | Не прошла квалификацию      | Не прошла квалификацию      | Не прошла квалификацию      | Не прошла квалификацию      | Не прошла квалификацию      | Не прошла квалификацию      | Не прошла квалификацию      | Не прошла квалификацию      |
| 1994  | Групповой этап              | 24                          | 3                           | 0                           | 0                           | 3                           | 0                           | 10                          | -10                         |
| 1998  | Не прошла квалификацию      | Не прошла квалификацию      | Не прошла квалификацию      | Не прошла квалификацию      | Не прошла квалификацию      | Не прошла квалификацию      | Не прошла квалификацию      | Не прошла квалификацию      | Не прошла квалификацию      |
| 2002  | Не прошла квалификацию      | Не прошла квалификацию      | Не прошла квалификацию      | Не прошла квалификацию      | Не прошла квалификацию      | Не прошла квалификацию      | Не прошла квалификацию      | Не прошла квалификацию      | Не прошла квалификацию      |
| 2006  | Не прошла квалификацию      | Не прошла квалификацию      | Не прошла квалификацию      | Не прошла квалификацию      | Не прошла квалификацию      | Не прошла квалификацию      | Не прошла квалификацию      | Не прошла квалификацию      | Не прошла квалификацию      |
| 2010  | Групповой этап              | 25                          | 3                           | 1                           | 0                           | 2                           | 2                           | 5                           | -3                          |
| 2014  | 1/8 финала                  | 13                          | 4                           | 1                           | 1                           | 2                           | 3                           | 5                           | -2                          |
| 2018  | Не прошла квалификацию      | Не прошла квалификацию      | Не прошла квалификацию      | Не прошла квалификацию      | Не прошла квалификацию      | Не прошла квалификацию      | Не прошла квалификацию      | Не прошла квалификацию      | Не прошла квалификацию      |
| 2022  | Не прошла квалификацию      | Не прошла квалификацию      | Не прошла квалификацию      | Не прошла квалификацию      | Не прошла квалификацию      | Не прошла квалификацию      | Не прошла квалификацию      | Не прошла квалификацию      | Не прошла квалификацию      |
| Всего | 3/21                        | 13                          | 10                          | 2                           | 1                           | 7                           | 5                           | 20                          | -15                         |

### Чемпионат Европы
| Год   | Стадия                 | Матчи                  | Победы                 | Ничьи                  | Поражения              | Забито                 | Пропущено              |
| ----- | ---------------------- | ---------------------- | ---------------------- | ---------------------- | ---------------------- | ---------------------- | ---------------------- |
| 1960  | Не прошла квалификацию | Не прошла квалификацию | Не прошла квалификацию | Не прошла квалификацию | Не прошла квалификацию | Не прошла квалификацию | Не прошла квалификацию |
| 1964  | Не прошла квалификацию | Не прошла квалификацию | Не прошла квалификацию | Не прошла квалификацию | Не прошла квалификацию | Не прошла квалификацию | Не прошла квалификацию |
| 1968  | Не прошла квалификацию | Не прошла квалификацию | Не прошла квалификацию | Не прошла квалификацию | Не прошла квалификацию | Не прошла квалификацию | Не прошла квалификацию |
| 1972  | Не прошла квалификацию | Не прошла квалификацию | Не прошла квалификацию | Не прошла квалификацию | Не прошла квалификацию | Не прошла квалификацию | Не прошла квалификацию |
| 1976  | Не прошла квалификацию | Не прошла квалификацию | Не прошла квалификацию | Не прошла квалификацию | Не прошла квалификацию | Не прошла квалификацию | Не прошла квалификацию |
| 1980  | Групповой этап         | 3                      | 0                      | 1                      | 2                      | 1                      | 4                      |
| 1984  | Не прошла квалификацию | Не прошла квалификацию | Не прошла квалификацию | Не прошла квалификацию | Не прошла квалификацию | Не прошла квалификацию | Не прошла квалификацию |
| 1988  | Не прошла квалификацию | Не прошла квалификацию | Не прошла квалификацию | Не прошла квалификацию | Не прошла квалификацию | Не прошла квалификацию | Не прошла квалификацию |
| 1992  | Не прошла квалификацию | Не прошла квалификацию | Не прошла квалификацию | Не прошла квалификацию | Не прошла квалификацию | Не прошла квалификацию | Не прошла квалификацию |
| 1996  | Не прошла квалификацию | Не прошла квалификацию | Не прошла квалификацию | Не прошла квалификацию | Не прошла квалификацию | Не прошла квалификацию | Не прошла квалификацию |
| 2000  | Не прошла квалификацию | Не прошла квалификацию | Не прошла квалификацию | Не прошла квалификацию | Не прошла квалификацию | Не прошла квалификацию | Не прошла квалификацию |
| 2004  | Чемпион                | 6                      | 4                      | 1                      | 1                      | 7                      | 4                      |
| 2008  | Групповой этап         | 3                      | 0                      | 0                      | 3                      | 1                      | 5                      |
| 2012  | 1/4 финала             | 4                      | 1                      | 1                      | 2                      | 5                      | 7                      |
| 2016  | Не прошла квалификацию | Не прошла квалификацию | Не прошла квалификацию | Не прошла квалификацию | Не прошла квалификацию | Не прошла квалификацию | Не прошла квалификацию |
| 2020  | Не прошла квалификацию | Не прошла квалификацию | Не прошла квалификацию | Не прошла квалификацию | Не прошла квалификацию | Не прошла квалификацию | Не прошла квалификацию |
| 2024  | Не прошла квалификацию | Не прошла квалификацию | Не прошла квалификацию | Не прошла квалификацию | Не прошла квалификацию | Не прошла квалификацию | Не прошла квалификацию |
| Всего | 4/16                   | 16                     | 5                      | 3                      | 8                      | 14                     | 20                     |

### Кубок Дружбы
- 1971 — Не принимала участие
- 1973—1991 — не прошла квалификацию
- 1993 — групповой этап
- 1995—2007 — не прошла квалификацию
- 2011 — 4-е место
- 2015 — не прошла квалификацию
- 2017 — групповой этап

## Текущий состав
Следующие игроки были вызваны в состав сборной главным тренером Иваном Йовановичем для участия в товарищеских матчах против сборных Словакии (7 июня 2025) и Болгарии (10 июня 2025).
Игры и голы приведены по состоянию на 11 июня 2025 года:
| 1  | Вр  | Одиссеас Влаходимос     | 26 апреля 1994 (31 год)    | 48 | -34 | Ньюкасл Юнайтед  |  |  |
| 12 | Вр  | Константинос Цолакис    | 8 ноября 2002 (22 года)    | 4  | -1  | Олимпиакос Пирей |  |  |
| 13 | Вр  | Христос Мандас          | 17 сентября 2001 (23 года) | 2  | -1  | Лацио            |  |  |
|    |     |                         |                            |    |     |                  |  |  |
| 2  | Защ | Георгиос Ваяннидис      | 12 сентября 2001 (23 года) | 5  | 0   | Панатинаикос     |  |  |
| 3  | Защ | Константинос Кулиеракис | 28 ноября 2003 (21 год)    | 14 | 0   | Вольфсбург       |  |  |
| 4  | Защ | Константинос Мавропанос | 11 декабря 1997 (27 лет)   | 36 | 2   | Вест Хэм Юнайтед |  |  |
| 5  | Защ | Панайотис Рецос         | 9 августа 1998 (26 лет)    | 17 | 0   | Олимпиакос Пирей |  |  |
| 15 | Защ | Лазарос Рота            | 23 августа 1997 (27 лет)   | 23 | 0   | АЕК Афины        |  |  |
| 17 | Защ | Пантелис Хацидиакос     | 18 января 1997 (28 лет)    | 36 | 0   | Копенгаген       |  |  |
| 21 | Защ | Костас Цимикас          | 12 мая 1996 (29 лет)       | 41 | 0   | Ливерпуль        |  |  |
| 22 | Защ | Димитрис Яннулис        | 17 октября 1995 (29 лет)   | 33 | 0   | Аугсбург         |  |  |
|    |     |                         |                            |    |     |                  |  |  |
| 6  | ПЗ  | Димитрис Курбелис       | 2 ноября 1993 (31 год)     | 45 | 2   | Аль-Халидж       |  |  |
| 10 | ПЗ  | Димитрис Пелкас         | 26 октября 1993 (31 год)   | 46 | 5   | ПАОК             |  |  |
| 11 | ПЗ  | Анастасиос Бакасетас    | 28 июня 1993 (32 года)     | 75 | 17  | Панатинаикос     |  |  |
| 16 | ПЗ  | Христос Зафеирис        | 23 февраля 2003 (22 года)  | 9  | 0   | Славия Прага     |  |  |
| 18 | ПЗ  | Яннис Константелиас     | 5 марта 2003 (22 года)     | 13 | 4   | ПАОК             |  |  |
| 20 | ПЗ  | Константинос Карецас    | 19 ноября 2007 (17 лет)    | 3  | 1   | Генк             |  |  |
| 23 | ПЗ  | Манолис Сиопис          | 14 мая 1994 (31 год)       | 39 | 1   | Панатинаикос     |  |  |
| 25 | ПЗ  | Сотирис Александропулос | 26 ноября 2001 (23 года)   | 10 | 0   | Стандард Льеж    |  |  |
| 26 | ПЗ  | Христос Музакитис       | 25 декабря 2006 (18 лет)   | 4  | 0   | Олимпиакос Пирей |  |  |
|    |     |                         |                            |    |     |                  |  |  |
| 7  | Нап | Гиоргос Масурас         | 1 января 1994 (31 год)     | 51 | 10  | Бохум            |  |  |
| 8  | Нап | Фотис Иоаннидис         | 10 января 2000 (25 лет)    | 17 | 6   | Панатинаикос     |  |  |
| 9  | Нап | Анастасиос Дувикас      | 2 августа 1999 (26 лет)    | 19 | 2   | Комо             |  |  |
| 14 | Нап | Вангелис Павлидис       | 21 ноября 1998 (26 лет)    | 48 | 9   | Бенфика          |  |  |
| 19 | Нап | Христос Цолис           | 30 января 2002 (23 года)   | 24 | 6   | Брюгге           |  |  |
| 24 | Нап | Таксиархис Фунтас       | 4 сентября 1995 (29 лет)   | 19 | 1   | ОФИ Ираклион     |  |  |

## Форма
Основным цветом формы сборной Греции за всю историю был синий, однако после победы на чемпионате Европы цвет домашней формы сменили с синего на белый. Основной домашней формой является комплект из белых футболок, трусов и гетр. Выездной формой являются синие футболки, трусы и гетры. Иногда используется комбинация синих футболок и белых трусов. Основной фирмой, поставляющей форму, является компания Nike: многомиллионный контракт с ней начал действовать с момента матча 7 июня 2013 против Литвы. В прошлом спонсорами команды выступали Adidas (2003—2013), Lotto (1998—2001), Le Coq Sportif (2001—2003), Diadora (1992—1998), Puma (до 1990) и ASICS (Евро-1980).

### Домашняя
| 1920-е              | 1929                | 1970—1978 | 1979      | Евро-1980 | 1980–1981 | 1982—1984             | 1984—1986 | 1987—1990             | 1990–1992           | 1992—1993             |
| ЧМ-1994 · 1994—1995 | 1996–1997           | 1997–2000 | 2000      | 2001—2002 | 2002—2004 | Евро-2004 · 2004—2006 | 2006—2007 | Евро-2008 · 2008—2009 | ЧМ-2010 · 2010—2011 | Евро-2012 · 2012—2013 |
| 2013—2014           | ЧМ-2014 · 2014—2016 | 2016—2018 | 2018—2020 | 2020—2022 | 2023—2024 | 2024—н. в.            |           |                       |                     |                       |

### Гостевая
| 1929                  | Евро-1980 | ЧМ-1994 · 1994—1995 | 1997—2000 | 2000      | 2001      | 2002—2004 | Евро-2004 · 2004—2006 | 2006—2008 | Евро-2008 · 2008—2009 | ЧМ-2010 · 2009—2012 |
| Евро-2012 · 2012—2013 | 2013—2014 | ЧМ-2014 · 2014—2016 | 2016—2018 | 2018—2019 | 2020—2022 | 2023—2024 | 2024—н. в.            |           |                       |                     |

### Резервная и комбинации
| 1994 · (игра против Аргентины) | 1997 · (игра против Хорватии) | 2005 · (игра против Дании) | 2007 · (игра против Норвегии) | 2010 · (игра против Хорватии) | 2014 · (игра против Северной Ирландии) | 2016 · (игра против Эстонии) | 2018 · (игра против Венгрии) | 2022 · (игры против Северной Ирландии и Косово) | 2023— |

Источники:,

### Поставщики формы
| Годы       | Поставщик      |
| ---------- | -------------- |
| 1980       | ASICS          |
| 1982—1990  | Puma           |
| 1990—1991  | ASICS          |
| 1992—1999  | Diadora        |
| 2000—2001  | Lotto          |
| 2001—2003  | Le Coq Sportif |
| 2004—2013  | Adidas         |
| 2013—н. в. | Nike           |

## Рекордсмены сборной
Наибольшее количество игр за сборную
|    | Футболист               | Карьера   | Матчи | Голы |
| -- | ----------------------- | --------- | ----- | ---- |
| 1  | Йоргос Карагунис        | 1999—2014 | 139   | 10   |
| 2  | Теодорос Загоракис      | 1994—2007 | 120   | 1    |
| 3  | Константинос Кацуранис  | 2003—2015 | 116   | 10   |
| 4  | Василис Торосидис       | 2007—2019 | 102   | 10   |
| 5  | Ангелос Басинас         | 1999—2010 | 100   | 7    |
| 6  | Стратос Апостолакис     | 1986—1998 | 96    | 5    |
| 7  | Сократис Папастатопулос | 2008—2019 | 90    | 3    |
| 7  | Антониос Никополидис    | 1997—2008 | 90    | 0    |
| 9  | Ангелос Харистеас       | 2001—2011 | 88    | 25   |
| 10 | Димитрис Салпингидис    | 2005—2014 | 82    | 13   |

Наибольшее количество голов за сборную
|   | Футболист           | Карьера   | Голы | Матчи |
| - | ------------------- | --------- | ---- | ----- |
| 1 | Никос Анастопулос   | 1977—1988 | 29   | 74    |
| 2 | Ангелос Харистеас   | 2001—2011 | 25   | 88    |
| 3 | Теофанис Гекас      | 2005—2014 | 24   | 78    |
| 4 | Димитрис Саравакос  | 1982—1994 | 22   | 78    |
| 5 | Димитрис Папаиоанну | 1963—1978 | 21   | 61    |
| 6 | Никос Махлас        | 1993—2002 | 18   | 61    |
| 7 | Костас Митроглу     | 2009—2020 | 17   | 64    |
| 7 | Демис Николаидис    | 1995—2004 | 17   | 54    |